# Liste der Bodendenkmale in Temnitzquell
Die Liste der Bodendenkmale in Temnitzquell enthält alle Bodendenkmale der brandenburgischen Gemeinde Temnitzquell und ihrer Ortsteile auf der Grundlage der Landesdenkmalliste vom 31. Dezember 2020.
Die Baudenkmale sind in der Liste der Baudenkmale in Temnitzquell aufgeführt.
| Gemarkung                  | Flur      | Kurzansprache                                                                                      | Bodendenkmalnummer | Bemerkung                                                               | Bild |
| -------------------------- | --------- | -------------------------------------------------------------------------------------------------- | ------------------ | ----------------------------------------------------------------------- | ---- |
| Katerbow (Lage)            | 2         | Siedlung Ur- und Frühgeschichte                                                                    | 100122             |                                                                         |      |
| Katerbow (Lage)            | 1         | Siedlung slawisches Mittelalter                                                                    | 100123             |                                                                         |      |
| Katerbow (Lage)            | 7         | Siedlung deutsches Mittelalter, Siedlung slawisches Mittelalter                                    | 100125             |                                                                         |      |
| Katerbow (Lage)            | 6, 7, 9   | Wüstung deutsches Mittelalter, Siedlung slawisches Mittelalter                                     | 100126             |                                                                         |      |
| Katerbow (Lage)            | 2         | Siedlung Bronzezeit, Siedlung Eisenzeit                                                            | 100127             |                                                                         |      |
| Katerbow (Lage)            | 5, 6      | Siedlung slawisches Mittelalter                                                                    | 100128             |                                                                         |      |
| Katerbow (Lage)            | 4, 5      | Siedlung Bronzezeit                                                                                | 100129             |                                                                         |      |
| Katerbow (Lage)            | 2         | Siedlung slawisches Mittelalter, Siedlung Eisenzeit, Siedlung Bronzezeit                           | 100130             |                                                                         |      |
| Katerbow (Lage)            | 1, 6, 7   | Dorfkern Neuzeit, Siedlung römische Kaiserzeit, Dorfkern deutsches Mittelalter, Siedlung Eisenzeit | 100139             |                                                                         |      |
| Katerbow (Lage)            | 1         | Siedlung Ur- und Frühgeschichte                                                                    | 100148             |                                                                         |      |
| Katerbow, Netzeband (Lage) | 1, 5      | Mühle Neuzeit, Mühle deutsches Mittelalter                                                         | 100140             |                                                                         |      |
| Katerbow, Walsleben (Lage) | 2, 5      | Gräberfeld Eisenzeit                                                                               | 100088             |                                                                         |      |
| Netzeband (Lage)           | 7         | Burgwall slawisches Mittelalter, Burgwall deutsches Mittelalter, Siedlung Steinzeit                | 100116             | Der slawische Burgwall Netzeband stammt aus dem 8. und 10. Jahrhundert. |      |
| Netzeband (Lage)           | 17, 7     | Siedlung Bronzezeit                                                                                | 100117             |                                                                         |      |
| Netzeband (Lage)           | 16, 17, 7 | Befestigung deutsches Mittelalter, Wüstung deutsches Mittelalter                                   | 100118             |                                                                         |      |
| Netzeband (Lage)           | 15, 3, 5  | Siedlung Neolithikum, Dorfkern Neuzeit, Siedlung Bronzezeit, Siedlung Eisenzeit                    | 100119             |                                                                         |      |
| Netzeband (Lage)           | 5         | Siedlung Bronzezeit                                                                                | 100141             |                                                                         |      |
| Netzeband (Lage)           | 5         | Siedlung Bronzezeit, Siedlung slawisches Mittelalter, Siedlung Ur- und Frühgeschichte              | 100142             |                                                                         |      |
| Netzeband (Lage)           | 17        | Siedlung Ur- und Frühgeschichte                                                                    | 100143             |                                                                         |      |
| Netzeband (Lage)           | 16, 17    | Siedlung Bronzezeit, Siedlung Ur- und Frühgeschichte                                               | 100144             |                                                                         |      |